# SKM
SKM — суббренд компании Lada, основанный в 2025 году.

## История
Первый автомобиль бренда SKM, LADA B-Van, был презентован в конце января 2025 года. После ВАЗ-2120, это второй по счёту LCV компании Lada.
LADA B-Van выпускается на платформе LADA Vesta. Ожидается, что автомобиль будет выпускаться параллельно с LADA Largus. Показ прототипа намечен на 2026 год, а серийное производство намечено на 2027 год.

## Модельный ряд
Под брендом SKM выпускаются минивэны и цельнометаллические фургоны. Все они являются локализованными вариантами автомобилей SRM Shineray M, адаптированными для эксплуатации в российских условиях.
Длина составляет 4890 мм, ширина — 1700 мм, высота — 1995 мм, колёсная база — 3185 мм, клиренс — 200 мм. Минивэны выпускаются в семи- (2+2+3) и девятиместных (2+2+2+3) конфигурациях.
Автомобили оснащаются атмосферными бензиновыми двигателями объёмом 1,5—2,0 л, мощностью 112—150 л. с. Коробка передач — пятиступенчатая механическая. Привод — задний.